# Geophilus judaicus
Geophilus judaicus är en mångfotingart som beskrevs av Karl Wilhelm Verhoeff 1934. Geophilus judaicus ingår i släktet Geophilus och familjen storjordkrypare.
Artens utbredningsområde är Israel. Inga underarter finns listade i Catalogue of Life.